# Göllüce, Kurşunlu
Göllüce là một xã thuộc huyện Kurşunlu, tỉnh Çankırı, Thổ Nhĩ Kỳ. Dân số thời điểm năm 2010 là 41 người.